# Bocos de Duero
Bocos de Duero – gmina w Hiszpanii, w prowincji Valladolid, w Kastylii i León, o powierzchni 6,2 km². W 2011 roku gmina liczyła 63 mieszkańców.